# قطعنامه ۱۸۱۰ شورای امنیت
قطعنامه  ۱۸۱۰ شورای امنیت سازمان ملل متحد که در تاریخ ۲۵ آوریل ۲۰۰۸ تصویب شد، سندی بین‌المللی دربارهٔ عدم گسترش سلاح کشتار جمعی است. این قطعنامه طی نشست ۵۸۷۷ام با ۱۵ رای موافق، ۰ مخالف و ۰ ممتنع تصویب شد.